# Jacob Blommaert
Jacob Blommaert (Pamele ? - Oostwinkel, 1572) was een meester-tapijtwever en handelaar en schepen van Pamele (in 1593 bij Oudenaarde gevoegd). Hij woonde in de tweede helft van de 16 eeuw in Oudenaarde. Toen bekend geraakte dat hij protestant was, werd hij uit Oudenaarde verbannen.
Op 1 april 1572 was hij aanwezig bij de inname van Den Briel; 5 dagen later leidde hij de Inname van Vlissingen. Hij leidde zijn eigen groep Vlaamse bosgeuzen. Hij slaagde erin om op vraag van Willem van Oranje op 7 september 1572 Oudenaarde in te nemen (zie Inname van Oudenaarde) en dat zes weken te behouden alvorens regeringstroepen het heroverden. Een maand later moest hij vluchten voor de troepen van Alva. Hij kwam daarbij om het leven toen soldaten van Alva zijn schuilplaats in Oostwinkel in brand staken. 
Zijn medestanders ontvluchtten Oudenaarde en gingen naar de dorpen in de omgeving. Daar overleefden zij, ondanks de contrareformatie en dankzij hun houding om overdag schijnbaar katholiek te zijn. Ze lieten hun kinderen dopen door de katholieke pastoor, maar verdiepten zich in hun geloof via predikanten uit het Noorden die hen in kelders en schuren bezochten.
De Geuzenhoek in Korsele, in de Belgische deelgemeente Sint-Maria-Horebeke is een bijna unieke plaats in Vlaanderen waar het protestantisme sedert de 16e eeuw is blijven bestaan. De familienaam Blommaert komt er nog frequent voor.